# Palazzo Cutore-Recupero
Palazzo Cutore-Recupero è un grande palazzo sorto a Paternò tra la fine del 1700 e gli inizi dell'800 e si trova in piazza Umberto di fronte a palazzo Alessi. Era di proprietà della nobile famiglia Cutore che possedeva altri palazzi in città. Ha una lunga facciata che si eleva su 2 piani con numerosi balconi ed eleganti portali in pietra bianca, più una grande terrazza angolare delimitata da una bellissima balaustra. L'interno è caratterizzato da numerose stanze con tetti dipinti e stuccati. Il palazzo fu costruito su una preesistente costruzione di epoca bizantina, di cui resta qualche traccia un alcune stanza del piano terra.